# Pomilio Gamma
Pomilio Gamma là một mẫu thử máy bay tiêm kích của Ý, chế tạo năm 1918.

## Biến thể
Gamma
Gamma IF

## Quốc gia sử dụng
- Italy

## Tính năng kỹ chiến thuật (Gamma IF)
Dữ liệu lấy từ Green, William, and Gordon Swanborough The Complete Book of Fighters: An Illustrated Encyclopedia of Every Fighter Aircraft Built and Flown, New York: SMITHMARK Publishers, 1994, ISBN 0-8317-3939-8
Đặc điểm tổng quát
- Kíp lái: 1
- Chiều dài: 6.30 m (20 ft 8 in)
- Sải cánh: 7.99 m (26 ft 2½ in)
- Diện tích cánh: 21.90 m2 (235.74 ft2)
- Trọng lượng rỗng: 680 kg (1.499 lb)
- Trọng lượng có tải: 950 kg (2.094 lb)
- Powerplant: 1 × Isotta-Fraschini kiểu động cơ piston V6, 186 kW (250 hp) mỗi chiếc

Hiệu suất bay
- Vận tốc cực đại: 225 km/h (140 mph)
- Thời gian bay: 3 giờ

Vũ khí trang bị